# Retrat de Fernando Niño de Guevara
Retrat del cardenal Niño de Guevara és una obra d'El Greco, realitzada circa 1600 durant el seu últim període toledà. Es conserva en el Museu Metropolità d'Art de Nova York. Està catalogat amb el número 152 en el catàleg raonat d'obres d'El Greco, realitzat per Harold Wethey, especialista en aquest artista.

## Temàtica de l'obra
Fernando Niño de Guevara fou membre del Consell de Castella, inquisidor general i cardenal. Va assolir la dignitat de cardenal a San Martino ai Monti l'any 1596. Fou nomenat Inquisidor l'any 1600, i va exercir d'arquebisbe de Sevilla des de 1601 fins a l'any 1609, any de la seva mort, Va estar a Toledo en Febrer i Març de 1600, va tornar l'estiu de 1601 (ja de pas) i novament el Gener de 1604.
Aquest retrat probablement va ser realitzat durant la seva estança de l'any 1600. Don Pedro Laso de la Vega, un dels mecenes d'El Greco, i l'únic personatge d'estirp noble entre el seu cercle de coneguts, era nebot de Niño de Guevara. Probablement mercès a Don Pedro Laso de la Vega van entrar en contacte el pintor i el personatge retratat.
Alguns estudiosos han llançat la teoría de que aquest personatge sigui en realitat Bernardo de Sandoval y Rojas, donada la similitud amb alguns retrats seus. Però Bernardo Sandoval mai no va ser retratat amb ulleres, el seu tall de barba és força diferent, i tota la documentació existent assenyala al Cardenal Niño de Guevara.

## Anàlisi de l'obra
Oli sobre llenç; 171 × 108 cm.; Signat en el paper que hi ha a la part central inferior del quadre, amb lletres cursives gregues: doménikos theotokópoulos e`poíei.
La concepció d'aquest retrat sembla basada en dos models prestigiosos: el Retrat de Juli II, de Raffaello Sanzio, i el Retrat de Pau III, de Ticià. que El Greco podía haver conegut directament a Itàlia, o per referències.
Manuel B. Cossío considera aquest retrat com el més esplèndid i magnífic entre tots els d'El Greco. Niño de Guevara apareix representat de cos sencer i assegut en un silló entapissat de vellut vermell. Va vestit amb un hàbit cardenalici de seda vermella entreobert, que deixa veure una rica alba amb encaixos blancs. El birret i el calçat també són vermells, i porta quatre preciosos anells als dits. Al fons veiem un preciós brocat daurat i una porta de fusta que tanca l'espai. El terra de marbre negre i blanc accentua la perspectiva, recurs molt habitual en el Quattrocento
Cellajunt, amb la barba grisenca, que tot just deixa espai per als seus fins llavis, porta unes ulleres que en l'actualitat ens semblen estranyes, però que accentuen el seu esguard fred i decidit.
Comenta Josep Gudiol que aquest retrat remarca a la vegada el que és personal i el que és genèric del model, fet que, juntament amb l'excel·lència técnica, converteix aquest llenç en un dels millors retrats mai realitzats. A més, com en el cas dels millors retrats de tots els temps, tenim aquí la confluència d'un artista genial, d'una técnica perfecta, d'un moment històric determinat, però també d'un model que pot ser considerat com a prototip d'un país, d'una època i de la civilització a la qual representa.

## Estat de conservació
Malgrat alguns petits punts deteriorat a les galtes, al front i al nas, aquesta obra està molt ben conservada.

## Procedència
- el nebot de Don Fernando Niño de Guevara: Pedro Lasso de la Vega Niño y Guzmán, 1è Conde de los Arcos, Señor de Cuerva, Batres y Añover de Tormes (possiblement des de 1600 fins 1637; inv., Abril 15, 1632, com "Un retrato del Cardl D. Ferdo Niño, arcobispo de Sevilla. Inquisidor genl sentado en silla. [valued] en cien duc[ad]os");

- el seu net, Pedro Lasso de la Vega, 2n. Conde de Arcos, 4t Conde de Añover (1637–d. 1699);
- el seu fill, Joaquín Lasso de la Vega, Figueroa, Guzmán y Niño, 3é Conde de los Arcos (1699–d. 1709);
- la seva germana, Francisca Lasso de la Vega, 4a Condesa de los Arcos (1709–d. 1711);
- Josefa Lasso de la Vega, 5ena. Condesa de los Arcos (1711–d. 1738);

- per descendència a Sebastián de Guzmán y Spínola, 5è Marqués de Montealegre, 6th Conde de los Arcos (until d. 1757);
- el seu fill, José de Guzmán y Guevara, 6è Marqués de Montealegre (1757–d. 1781);
- per descendència a través dels Condes de Oñate a Carlos Luis de Guzmán y de la Cerda, 21è Duque de Nájera (fins d. 1880);
- la seva vídua, María Josefa de la Cerda, Condessa vídua d'Oñate, Palau d'Oñate, Madrid (fins d. 1884; inv., 1884, no. 747);
- el germà de Carlos Luis, José Raniero de Guzmán i de la Cerda, 16è Conde de Oñate, Palau d'Oñate 1884–d. 1891);
- per descendència a Juan de Zavala i de Guzmán, 25è Duque de Nájera, Palau d'Oñate (1901–4; venut per 200,000 pesetas a Durand-Ruel);
- Durand-Ruel, Paris, 1904; venut per Fr 225,000 a Havemeyer];
- Mr. and Mrs. H. O. Havemeyer, New York (1904–his d. 1907);
- Mrs. H. O. (Louisine W.) Havemeyer, New York (1907–d. 1929)[6]